# Дан Калічман
Дан Калічман (англ. Dan Calichman нар. 21 лютого 1968) — американський футболіст, що грав на позиції захисника, а також тренер.

## Клубна кар'єра
Грав у футбол в коледжі Вільямса
Почав свою професійну кар'єру в Японії, з клубом «Мазда» в Японській футбольній лізі у 1990 та 1991 роках, а потім за його наступника «Санфрече Хіросіма» в 1992 і 1993 роках у Джей-лізі. Калічман став першим американським, який зіграв в Джей-лізі. У 1995 році він повернувся в США і грав за «Бостон Сторм».
У 1996 році Калічман перейшов у «Ел-Ей Гелексі» в Major League Soccer. Він був капітаном команди впродовж трьох сезонів, завоював титул All-Star у 1996 році, і перейшов у «Нью-Інгленд Революшн» перед сезоном 1999 року. Завершив свої виступи у MLS у сезоні 2000 року, провівши другу частину сезону у «Сан-Хосе Ерсквейкс». 2001 року грав у A-лізі, другому дивізіоні, за «Чарлстон Беттері», після чого закінчив ігрову кар'єру.

## Виступи за збірну
1997 року зіграв два матчі у складі національної збірної США.

## Тренерська кар'єра
У 2004 році Калічман був призначений головним тренером чоловічої футбольної команди коледжу Клеремонт Маккенна в місті Клермонт, штат Каліфорнія. У 2007 році Калічман також став директором з розвитку ігор для молодіжної футбольної організації Південної Каліфорнії LAFC Chelsea. 
З 2014 року став асистентом головного тренера Грега Ванніа у канадському «Торонто» з Major League Soccer
.